# 北关永泉寺
北关永泉寺，位于中华人民共和国山西省忻州市繁峙县砂河镇北关村，已列为山西省文物保护单位。

## 保护
2021年8月4日，北关永泉寺由山西省人民政府公布为第六批山西省文物保护单位，编号6-64。